# Simon Strauß

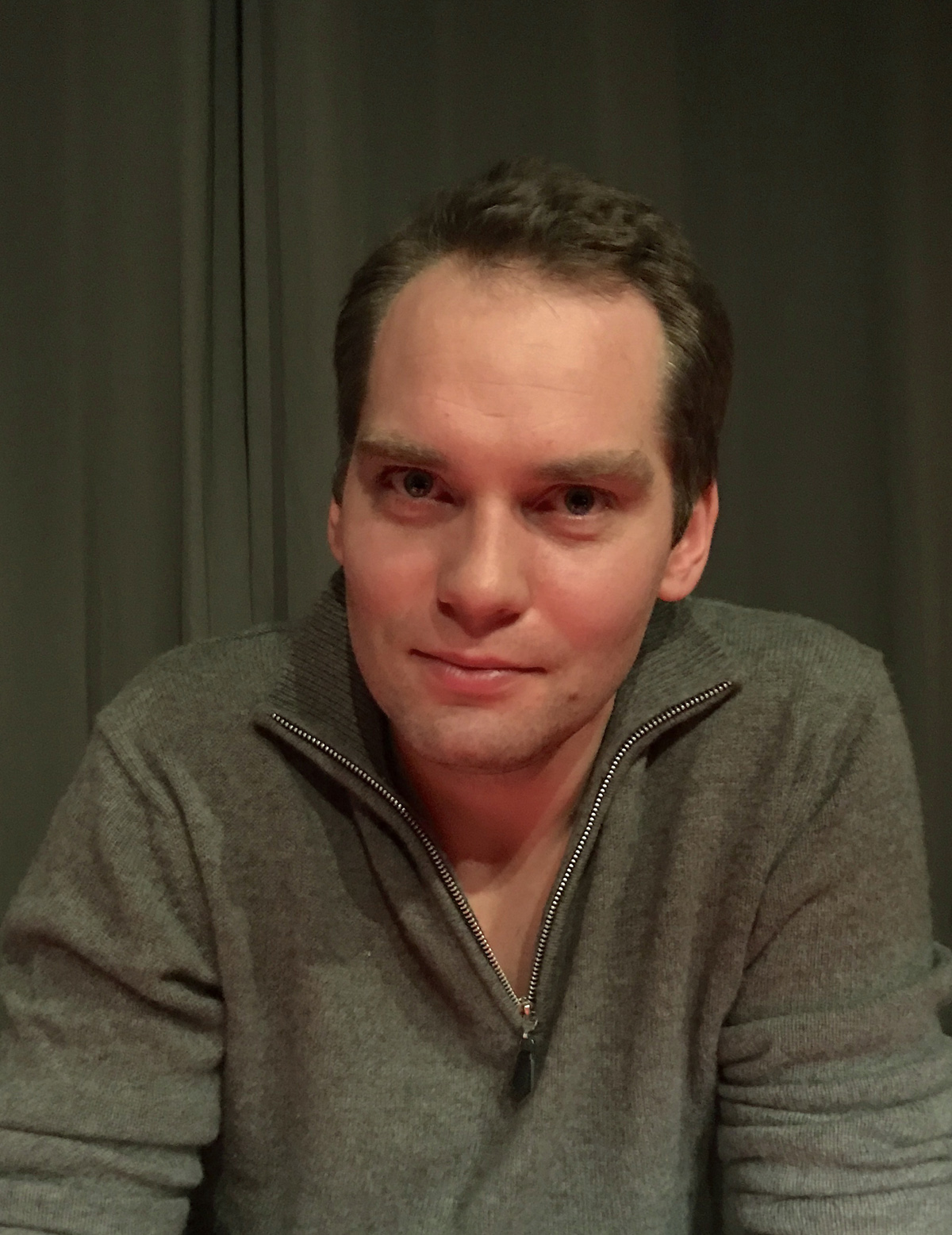
Simon Strauß bei der Buchpremiere seiner Novelle Zu zweit am 19. Januar 2023 in Berlin

Simon Strauß (* 1988 in Berlin) ist ein deutscher Schriftsteller, Theaterkritiker und Journalist.

## Leben
Simon Strauß ist der Sohn des Schriftstellers und Dramatikers Botho Strauß (* 1944) und der Rundfunkautorin Manuela Reichart. Sein Großvater ist der Chemiker, Pharmazeut und Medizinpublizist Eduard Strauss (1890–1971).
Strauß wuchs in der Uckermark auf. Als Schüler des Evangelischen Gymnasiums zum Grauen Kloster war Strauß Teil einer Gruppe, die sich regelmäßig mit dem jüdischen Shoah-Überlebenden und Zeitzeugen Rolf Joseph traf. Aus diesen Begegnungen ist das Buch Ich muss weitermachen – die Geschichte des Herrn Joseph hervorgegangen. Die Gruppe besteht weiterhin und veranstaltet jährlich einen Wettbewerb, der Schülerinnen und Schüler dazu einlädt, sich mit jüdischer Geschichte und jüdischem Leben in Deutschland auseinanderzusetzen.
Strauß studierte Altertumswissenschaften und Geschichte an der Universität Basel, der Universität Poitiers und der University of Cambridge. Darauf folgte ein Promotionsstudiengang am Berliner Sonderforschungsbereich „Transformationen der Antike“, und 2017 wurde Strauß an der Humboldt-Universität zu Berlin bei Aloys Winterling mit einer Studie über die Althistoriker Theodor Mommsen und Matthias Gelzer promoviert. Im Wintersemester 2018/19 gab er als Lehrbeauftragter der Eberhard Karls Universität Tübingen  einen Kurs zur Rezeption des antiken Rom in der Publizistik des 20. und 21. Jahrhunderts. Weitere Lehraufträge an den Universitäten Bremen, Hildesheim und der HU Berlin.
Seit 2016 ist er Redakteur im Feuilleton der FAZ als Nachfolger von Gerhard Stadelmaier. Er ist außerdem als Moderator im Podcast für Deutschland der FAZ zu hören. Für den Podcast produzierte er 2024 die sechsteilige Reportageserie Schaut auf diese Stadt über Prenzlau, wo er ein halbes Jahr vor der Landtagswahl in Brandenburg verbrachte.
2017 veröffentlichte er sein literarisches Debüt Sieben Nächte, im Sommer 2019 folgte sein zweites Buch Römische Tage. 2020 gab er das Buch Spielplan-Änderung! heraus, in dem 30 Autoren jeweils ein wenig bekanntes Stück als Vorschlag für Spielpläne deutschsprachiger Theater beschreiben, darunter zum Beispiel Daniel Kehlmann, Nino Haratischwili, Hans Magnus Enzensberger und Botho Strauß. 2023 erschien die Novelle Zu Zweit.
Er ist Gründungs- und Vorstandsmitglied des Vereins Arbeit an Europa e.V. Strauß ist Initiator des europäischen Zeitzeugenprojekts European Archive of Voices (Europäisches Archiv der Stimmen), das u. a. von der Gerda Henkel Stiftung und der Alfried Krupp von Bohlen und Halbach-Stiftung unterstützt wurde. Der Bayerischen Akademie der Schönen Künste gehört Simon Strauß als ordentliches Mitglied der Abteilung Darstellende Kunst an.
Strauß lebt mit seiner Familie in Frankfurt am Main und Berlin.

## Sieben Nächte
Die Erzählung Sieben Nächte ist das literarische Debüt von Simon Strauß. In der Erzählung geht es um einen jungen Mann, der in einer Stimmung von Tristesse über das künftige Leben als Erwachsener reflektiert. Das Buch ist gegliedert in sieben Kapitel nach überlieferten Vorstellungen von den Sieben Todsünden: Gier, Hochmut, Faulheit, Neid, Wut, Völlerei, Wollust. „Im Schutze der Nacht entwickelt er aus der Erfahrung der sieben Todsünden die Konturen einer besseren Welt, eines intensiveren Lebens.“
In der taz warf Alem Grabovac Strauß Anfang 2018 vor, er bediene in Sieben Nächte „mit seiner Ultraromantik die Agenda der Rechten“. Dieser Behauptung widersprachen u. a. Ijoma Mangold, Tilman Krause, Nora Bossong und Knut Cordsen. Die Debatte zog weite Kreise.
Eine resümierende Darstellung und Kritik der gegen das Buch erhobenen Vorwürfe veröffentlichte 2021 der Literaturwissenschaftler Torsten Hoffmann in einem Aufsatz über die „Strategien neurechter Kulturpolitik“. Darin stellt er fest: „Vom Kern des neurechten Identitätsangebots – von Nationalismus, Heimatfanatismus und einer völkisch konzipierten Leitkultur – findet sich in Simon Straußʼ Roman in der Tat kaum etwas.“ Darüber hinaus kommt er zu dem Schluss, dass eine Kritik, wie Grabovac sie vorgetragen hatte, entweder die Kulturpolitik der Neuen Rechten bagatellisieren oder aber das besprochene Buch dämonisieren müsse.
Das Buch Sieben Nächte erreichte seine beste Platzierung auf der Bestsellerliste im Sommer 2017 (Kategorie: Hardcover Belletristik).

## Neoromantik
Strauß wurde erstmals von Wolfram Weimer in The European der "Neo-Romantik" zugeordnet. Im Juli 2025 hielt er eine dreiteilige Poetikvorlesung an der LMU München zur Neoromantik.

## Veröffentlichungen (Auswahl)
- Zum Teufel mit dem Realismus![31]
- Müllers Block. In: Zeitschrift für Ideengeschichte. Jahrgang 9 (2015), Heft 3, ISSN 1863-8937 (print) / ISSN 1863-8937 (online), S. 122–127.
- Von Mommsen zu Gelzer? Die Konzeption römisch-republikanischer Gesellschaft in „Staatsrecht“ und „Nobilität“. Stuttgart: Steiner 2017. ISBN 978-3-515-11851-4.
- Sieben Nächte. Berlin: Blumenbar 2017. ISBN 978-3-351-05041-2.
  - Englische Übersetzung: Seven Nights, übersetzt von Eva & Lee Bacon, Los Angeles, CA: Rare Bird Books 2019.
  - Dänische Übersetzung: Syv nætter, übersetzt von Maj Westerfeld, Aarhus: Turbine 2019.
  - Norwegische Übersetzung: Syv netter, übersetzt von Gina Tandberg, Stavanger: Pelikanen 2019.
- Nachwort zu John Williams: Nichts als die Nacht. München: dtv 2017. ISBN 978-3-423-28129-4.
- Wer soll euch denn noch entzünden?[32]
- Römische Tage. Tropen. Stuttgart: Klett-Cotta 2019. ISBN 978-3-608-50436-1.
  - Dänische Übersetzung: Romerske dage, übersetzt von Maj Westerfeld, Aarhus: Turbine 2020.
  - Italienische Übersetzung: Nove settimane a Roma, ed. Accademia degli Incolti, übersetzt von Anna Lisa Amodio, Rom: Italo Svevo 2021.
- Hrsg. Spielplan-Änderung! 30 Stücke, die das Theater heute braucht. Tropen, Stuttgart: Klett-Cotta 2020, ISBN 978-3-608-50457-6.
- Auf dem Sprung. Der Althistoriker Matthias Gelzer und seine Zeit in Greifswald, in: Altertumswissenschaften in Greifswald. Porträts ausgewählter Gelehrter 1856 bis 1946, hrsg. von Susanne Froehlich, Stuttgart: Steiner 2021, S. 229–254.
- Antipoden unter sich. Theodor Mommsen und Ferdinand Gregorovius gegenübergestellt, in: Ferdinand Gregorovius in seinem Jahrhundert. Der Historiker und Schriftsteller neu gelesen, hrsg. von Angela Steinsiek, Köln: Böhlau 2023, S. 23–40.
- Zu zweit: Novelle. Tropen. Stuttgart, Klett-Cotta 2023. ISBN 978-3-608-50190-2.
  - Norwegische Übersetzung: For to, übersetzt von Eivind Lilleskjæret, Stavanger: Pelikanen 2023.
- Nachwort zu Maria Lazar: Die vergessenen Theaterstücke. Der blinde Passagier, Die Hölle auf Erden & Die Liebe höret immer auf. Erstmals aus dem Nachlass hrsg. von Albert C. Eibl. Das vergessene Buch, Wien 2024. ISBN 978-3-903244-37-5.

## Auszeichnungen
- 2017: Debütpreis des Lübecker Buddenbrookhauses für Sieben Nächte[33][34]
- 2018: Obermayer German Jewish History Award (als Mitglied der „Rolf-Joseph-Gruppe“)[35]